# Simon Mbatshi Batshia
Simon Mbatshi Batshia, né le 24 mai 1949 à Mvuangu, est un homme politique kino-congolais, ancien gouverneur de la province du Bas-Congo. Il a été élu gouverneur en 2007 à la majorité absolue par les députés provinciaux,.

## Biographie

### Études
Il naît le 24 mai 1949, à Mvuangu dans le Secteur de Kakongo, Territoire de Lukula, au Bas-Congo.
Simon Mbatshi Batshia a fait ses études primaires à l’école primaire de Mvuangu de 1956 à 1962. De 1962 à 1966, il est inscrit au petit séminaire de Mbata Kiela, avant d’intégrer le collège St Eloi de Luozi de 1966 à 1968. Après avoir obtenu son diplôme d’État, option greco-latine, il entre à l’université Lovanium de Kinshasa (1968-1972) où il décroche une licence en sciences commerciales et consulaires.

### Carrière professionnelle
Il commence sa vie professionnelle comme professeur au lycée Dr. Shaumba en 1973. 
De 1973 à 1974, il est chef de bureau à la Caisse d’épargne du Congo (Cadeco). De 1974 à 1977, il est directeur général de la Société de gestion et de management (SOGEM). 
Le 1er août 2023, il devient membre du membre du conseil d'administration à la Société commerciale des transports et des ports.
Après ses fonctions ministérielles, Simon Mbatshi Batshia se voit confier la tête de deux entreprises publiques dont il assume les fonctions de Président Directeur Général. Il s’agit, d’abord, de la Société nationale des chemins de fer du Zaïre (actuellement Société nationale des chemins de fer du Congo, SNCC) de 1988 à 1991, et ensuite, de l’Office de gestion du fret maritime (OGEFREM) de 1991 à 1992. Pressenti pour devenir gouverneur de la Banque centrale du Congo en 1994, il se voit finalement préférer Patrice Djamboleka.
Simon Mbatshi Batshia est, par ailleurs, consultant en résolution des conflits au Centre for Conflict Resolution (CCR) basé au Cap, en Afrique du Sud et membre du South African Institute for International Affairs (SAIIA).
Après avoir quitté les fonctions publiques, Simon Mbatshi Batshia retourne dans le secteur privé où il investit dans le secteur douanier ainsi que dans la distribution de vins, de spiritueux et de poissons, en provenance de l’Afrique du Sud. À ce titre, il a été le président des sociétés Aspen-Congo, African Fish Trading (Afitra) et Phoenix International.

### Carrière politique
De 1977 à 1982, il est commissaire du peuple (député national) élu de la circonscription du Bas-fleuve. 
De 1982 à 1985, il siège sans discontinuité dans le gouvernement alors dirigé par Léon Kengo wa Dondo qu’il intègre à 33 ans. Il assume d’abord les fonctions de secrétaire d’État (vice-ministre) à l’Économie nationale, industrie et commerce extérieur entre 1982 et 1984. Il est, par la suite, promu ministre (commissaire d’État) de l’Économie nationale et de l’industrie de 1984 à 1985. 
Simon Mbatshi Batshia reviendra ensuite au Gouvernement en avril 1986 comme Ministre du Travail et de la Prévoyance sociale.
Simon Mbatshi Batshia a effectué son retour en politique à l’issue des élections provinciales de janvier 2007 au cours desquelles il a été élu gouverneur de la province du Bas-Congo ; fonction qu’il occupe depuis lors. Fer de lance de la bataille pour la rétrocession des 40 % des revenus dus aux provinces, son mandat se caractérise notamment par la création d’un service fiscal provincial, la Régie provinciale d’encadrement des recettes (REPERE), la mise sur pied de la Commission pour la promotion des investissements et du développement du Bas-Congo (COPIDE), et la création de la Commission de lutte contre la corruption, la fraude et les tracasseries administratives (CLCFT). 
À l’issue des élections législatives du 28 novembre 2011, Simon Mbatshi Batshia a été élu député national de la circonscription de Lukula. Faisant le choix de siéger à l’Assemblée nationale, il a ainsi renoncé à son mandat de gouverneur de province en date 6 mars 2012.